# Christoffer Mogensen Gøye (død 1652)
 Der er flere personer med dette navn, se Christoffer Mogensen Gøye.
Christoffer Mogensen Gøye (eller Gjøe) (7. november 1584 – 11. februar 1652) til Gunderslevholm og Assendrup var en dansk godsejer.
Han var søn af Mogens Gøye (død 1615).
Han var 1614-19 lensmand på Tryggevælde, men blev derefter knyttet til Norge som lensmand over Nedenæs ved Arendal, hvor han også blev boende, efter han i 1630 mistede lenet. Han havde i 1624 solgt sin fædrenegård Gunderslevholm.
Han byggede flere gange orlogsskibe til kongen og også skibe for private, men interesserede sig navnlig for bjergværksdrift. På sit jernværk Barbo ved Arendal fandt han i 1645 guld, hvilket foranledigede, at kongen købte det i 1646. Han fik samme år Sæbygård len frit for sin og sin hustrus levetid, hvilket formentlig var en del af salgsvilkårene.
Hans hustru, Karen Gundesdatter Lange, som han var blevet gift med 29. juli 1621, overlevede ham til 1657.